# Nachtschatten (Band)
Nachtschatten ist eine deutsche Melodic-Death-Metal-Band aus Baden-Württemberg mit deutschsprachigen Texten.

## Geschichte
Nachtschatten entstand aus einer gleichnamigen Folk-Metal-Band, die sich 2008 in Karlsruhe gegründet hatte. Hier lernten sich die späteren Gründungsmitglieder Daniel Wengle (Bass) und Andreas Siefert (Gitarre) kennen. Da sich bis zur Auflösung im Jahr 2010 keine Veröffentlichungen ergaben, entschieden sich Andreas Siefert und Daniel Wengle den Namen in die neugegründete Melodic-Death-Metal-Band Nachtschatten zu übernehmen. Fälschlicherweise wird so das Gründungsdatum der Band teilweise mit 2008 angegeben.
Die Band veröffentlichte 2015 und 2025 jeweils ein Album und 2020 eine EP.

## Diskografie
- 2015: Prolog (Album, Sonic Revolution)
- 2020: Leuchtfeuer (EP, Fastball)
- 2025: Polaris (Album, Bleeding Nose)